# Likstelhet

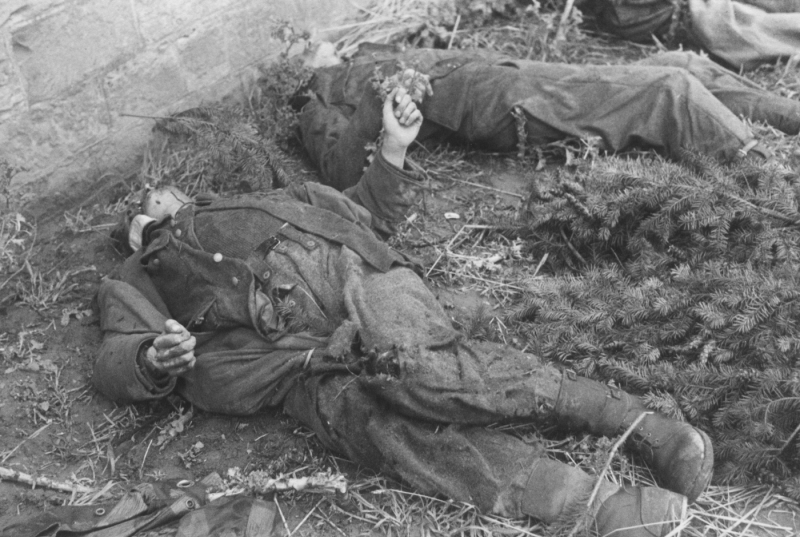
Människolik i Dachau år 1945.

Likstelhet (latin: rigor mortis) är den förlust av en biologisk kropps normala rörlighet och plasticitet som börjar inom de första timmarna efter döden och är fullt utvecklad efter 10–14 timmar. Stelheten uppkommer av att muskelcellerna i kroppen får syrebrist och därmed slut på energimolekylen ATP (adenosintrifosfat). Cellernas ATP-krävande jonpumpar slutar att fungera. Det är sådana pumpar som svarar för den låga kalciumnivån i en vilande muskelcells cytosol. En stigande kalciumnivå orsakar att de kontraktila proteinerna aktin och myosin binds samman till en rigid gel. Detta får effekten att musklerna stannar i det läge de befann sig i när bristen uppstod. Likstelheten försvinner när autolysen sätter in och nedbrytning av muskelcellernas inre struktur tar vid.
Hos personer med omfattande muskulatur blir likstelheten ofta väldigt kraftig medan den blir väldigt svag eller saknas hos individer med atrofisk muskulatur.
Likstelheten drabbar först de små musklerna som till exempel fingrar och käken innan de drabbar de större musklerna. Om personen befinner sig i en omgivning med hög temperatur eller anstränger sig fysiskt eller får kramper alldeles före döden, gynnar detta likstelheten. Likstelheten motverkas dock, om kroppen befinner sig i en omgivning med låg temperatur.
Vid dödsfall finns det även en normal muskelavslappning som gör att kroppsdelar sjunker eller hänger ner mot underlaget. Det gör att de flesta ansiktsuttryck är fridfulla oavsett dödsorsaken. Om en person flyttats efter döden kan man ofta se att den är likstel i ett onaturligt läge; den är likstel på ett annat sätt än vad underlaget skulle ha format kroppen.
Ibland kan en förkortning i musklerna göra att små rörelser kan förekomma till exempel i fingrarna efter döden, speciellt om musklerna är belastade. Hos män har det även förekommit utlösning efter döden. Vissa av dessa och liknande händelser har misstolkats och man har trott att individen endast varit skendöd, ett tillstånd då individen endast till synes är död.